# Xenylla welchi
Xenylla welchi is een springstaartensoort uit de familie van de Hypogastruridae. De wetenschappelijke naam van de soort is voor het eerst geldig gepubliceerd in 1916 door Folsom.